# 烏克蘭刺綉

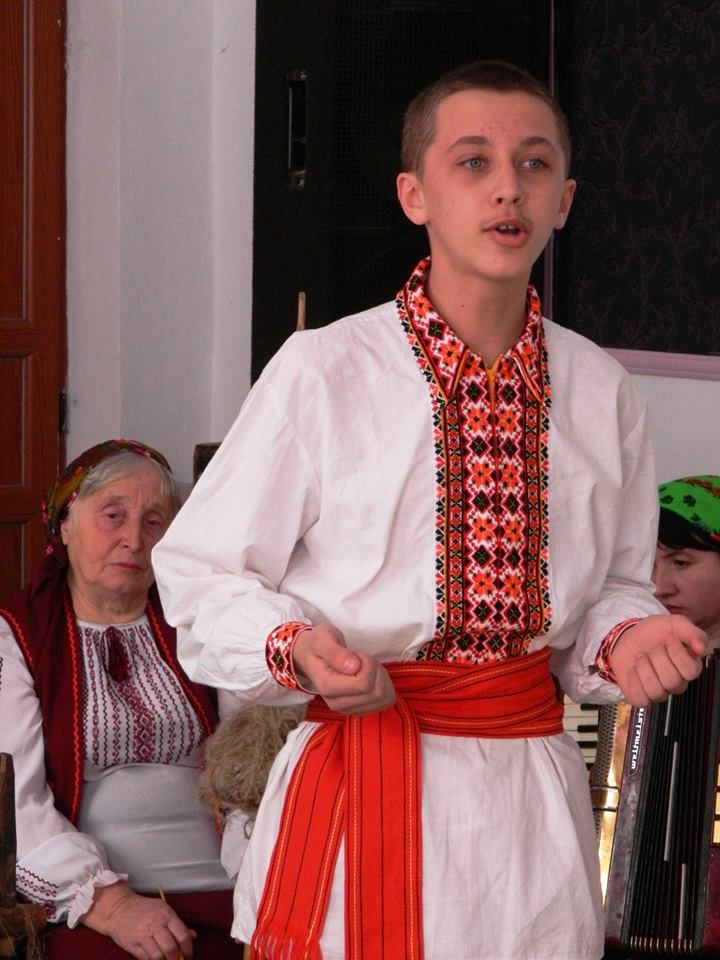
穿著維什萬卡的烏克蘭人

乌克兰刺绣（羅馬化：vyshyvka）在乌克兰装饰艺术的各个分支中占有重要地位。刺绣在乌克兰有着悠久的历史，长期以来一直出现在乌克兰民间服饰中，并在乌克兰传统婚礼和其他庆祝活动中发挥着重要作用。乌克兰刺绣遍布全国，但因产地不同而有所差异。从东部的波尔塔瓦、基辅和切尔尼戈夫，到西北部的沃伦和波利西亚，再到西南部的布科维纳和胡苏尔地区，这些设计有着悠久的历史，这决定了它的装饰图案和构图，以及它最喜欢的颜色和针法类型.。